# Spalax judaei
Spalax judaei és una espècie de rata talp cega de la família dels espalàcids. Es tracta d'un rosegador subterrani endèmic del centre d'Israel. Viu en zones de sòl sec i lleuger, cosa que fa que S. judaei no necessiti uns nivells d'hemoglobina i hematòcrit tan elevats com els de S. golani i S. galili. Se n'han trobat exemplars a prop del quibuts de Lahav.
Estudis científics han suggerit que S. judaei i S. golani podrien ser immunes al desenvolupament de tumors.